# Network Operating System
Un Network Operating System, o NOS, è un sistema operativo che include software 
per la comunicazione tra computer all'interno di una rete. Questo permette alle risorse, come i file, i programmi e le stampanti (per fare alcuni esempi) di essere condivise tra gli utenti.
Un NOS utilizza uno o più macchine "file server" (vedi anche Sun-NFS), accessibili da tutte le workstation. Tali file server mantengono file system gerarchici.
Le workstation possono montare questi file system decentrati nelle loro gerarchie locali in differenti punti di mount, pertanto i client del NOS possono avere differente visione del file system generale.